# جغرافیای کاستاریکا

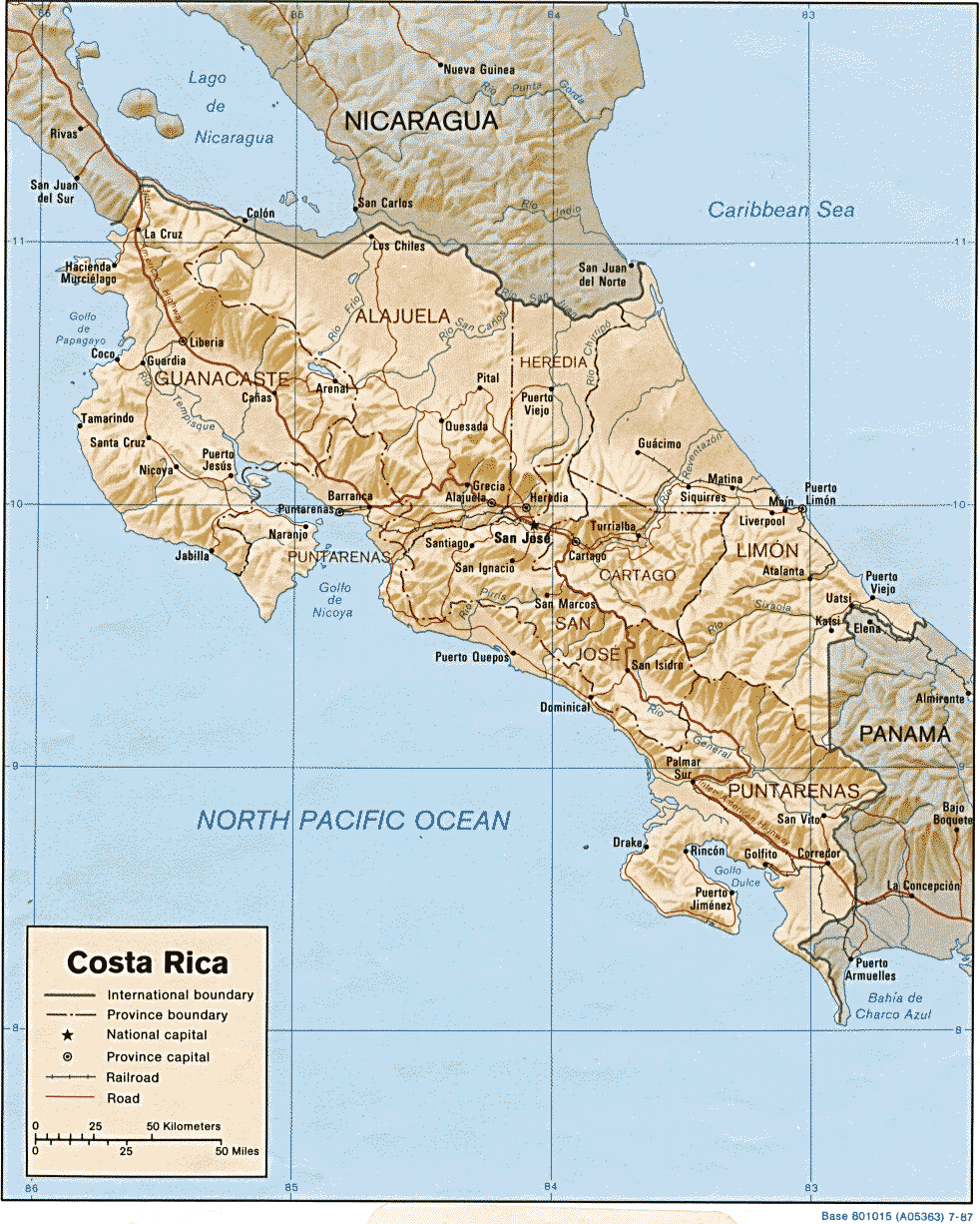
نقشه کاستاریکا.

کاستاریکا در آمریکای مرکزی واقع شده‌است و در نزدیکی نقطه ۱۰ درجه شمالی استوا و ۸۴ درجه غربی نصف‌النهار مبدأ قرار دارد. دارای ۲۱۲ کیلومتر خط ساحلی دریای کارائیب و ۱۰۱۶ کیلومتر در اقیانوس آرام شمالی است.

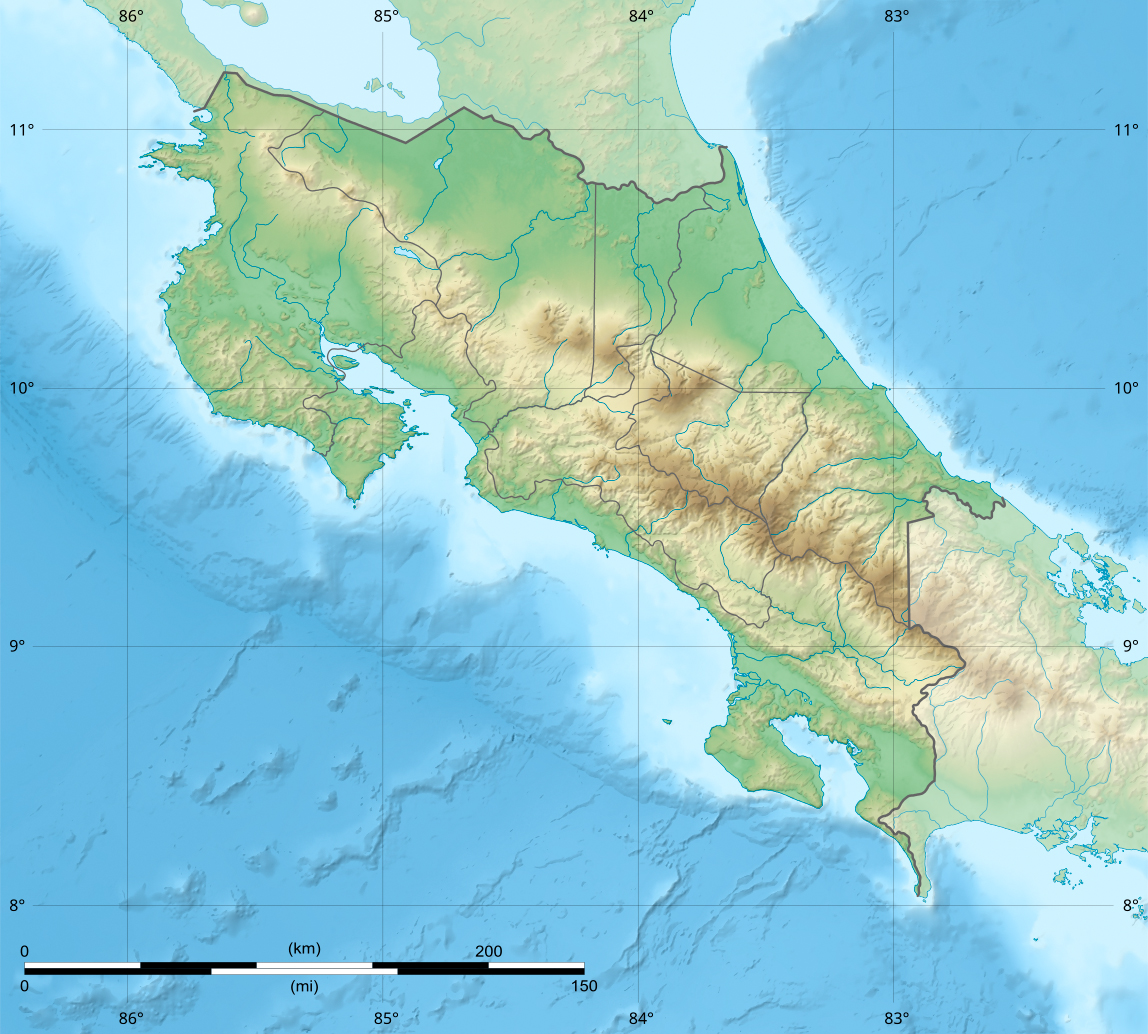
نقشه ناهمواری‌های کستاریکا

مساحت کاستاریکا ۵۱۱۰۰ کیلومتر مربع است. این کشور از شمال با نیکاراگوئه و از جنوب شرقی با پاناما همسایه است. در شرق این کشور دریای کارائیب و در غرب آن اقیانوس آرام قرار دارد. کاستاریکا در میان جلگه‌ای باریک در ساحل اقیانوس آرام و جلگه‌ای پهن‌تر در امتداد ساحل دریای کارائیب، فلات مرکزی و رشته‌کوه‌ها قرار دارد.
رود مهم کشور ریوگرانده است. میزان بارندگی در امتداد ساحل کارائیب سنگین است، ولی ساحل اقیانوس آرام خشک‌تر است. درجهٔ دما در زمین‌های پست گرم، و در ارتفاعات پایین‌تر است.
شهرهای مهم کاستاریکا عبارتند از: لیمون ۱۰۵٬۰۰۰، الاهوئلا ۴۶٬۵۵۴، کارتاگو ۱۵۶٬۶۰۰ و لیبریا ۳۵٬۰۰۰ نفر.
بلندترین نقطه این کشور قله سرو چیریپو با ۳۸۱۹ متر ارتفاع است. این قله پنجمین قله بلند آمریکا مرکزی به‌شمار می‌آید. مرتفع‌ترین آتشفشان در کاستاریکا ایرازو (۳۴۳۱ متر) نام دارد و بزرگ‌ترین دریاچه کشور دریاچه آرنال است. کستاریکا ۱۴ آتشفشان دارد که شش تای آن‌ها دست‌کم طی ۷۵ سال اخیر فعال بوده‌اند. این کشور هم‌چنین طی یک قرن گذشته دست‌کم ۱۰ زمین‌لرزه شدیدتر از ۵٫۷ ریشتری به خود دیده‌است.
بزرگ‌ترین جزیره این کشور جزیره کالرو است و جزیره کوکوس نیز به خاطر دوری‌اش از سواحل کشور از جزایر جالب توجه کاستاریکا است. کاستاریکا از بیشترین تراکم گونه‌های زیستی در جهان برخوردار است.

## تقسیمات کشوری
شامل هفت استان به شرح زیر:
| پرچم | نام استان        | مرکز        | مساحت   | جمعیت(۲۰۱۱) | نقشه |
| ---- | ---------------- | ----------- | ------- | ----------- | ---- |
|      | استان سان خوزه   | سان خوزه    | ۴۹۶۶    | ۱۴۰۴۲۴۲     |      |
|      | استان پونتارناس  | پونتارناس   | ۱۱۲۶۶   | ۴۱۰٬۹۲۹     |      |
|      | استان لیمون      | پورتو لیمون | ۹۱۸۹    | ۳۸۶٬۸۶۲     |      |
|      | استان اردیا      | اردیا       | ۲۶۵۷    | ۴۳۳٬۶۷۷     |      |
|      | استان گواناکاسته | لیبریا      | ۱۰۱۴۱   | ۳۲۶٬۹۵۳     |      |
|      | استان کارتاگو    | کارتاگو     | ۳۱۲۴    | ۴۹۰٬۹۰۳     |      |
|      | استان آلاخوئلا   | آلاخوئلا    | ۹۷۵۷٫۵۳ | ۸۴۸٬۱۴۶     |      |

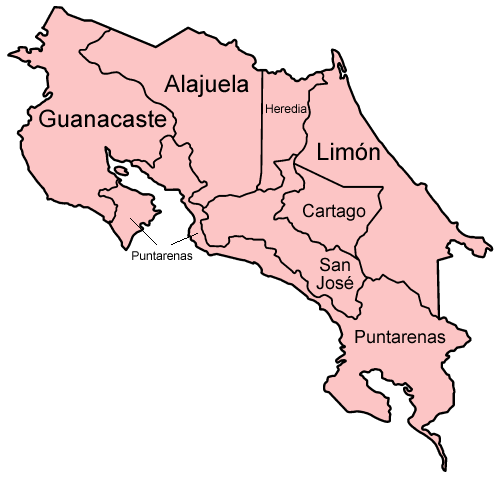

نیکاراگوئه معتقد است کاستاریکا در سال ۱۸۲۴ استان گواناکاسته این کشور را که اکنون حدود ۲۰ درصد خاک کاستاریکا را شامل می‌شود و یک مرکز گردشگری شناخته شده به‌شمار می‌رود، به اشغال خود درآورد. دانیل اورتگا رئیس‌جمهور نیکاراگوئه در شهریورماه ۱۳۹۲ به کاستاریکا هشدار داد قصد دارد برای بازگرداندن این استان، به دیوان عدالت بین‌المللی شکایت کند.